# ناحیه آیرون ریور، میشیگان
ناحیه آیرون ریور (به انگلیسی: Iron River Township) یک منطقهٔ مسکونی در ایالات متحده آمریکا است که در شهرستان آیرون، میشیگان واقع شده‌است.
 ناحیه آیرون ریور ۶۳۱٫۸ کیلومتر مربع مساحت و ۱٬۵۸۵ نفر جمعیت دارد و ۴۷۸ متر بالاتر از سطح دریا واقع شده‌است.